# Azuchi
Azuchi (jap. 安土町 Azuchi-chō) – miejscowość w Japonii, w prefekturze Shiga, w pobliżu wschodniego brzegu jeziora Biwa.
Miejscowość znana przede wszystkim z zamku Azuchi. Jest członkiem stowarzyszenia miast Nobunagi Ody.
W marcu 2010 r. Azuchi zostało przyłączone do miasta Ōmihachiman.

## Miasta partnerskie
- Włochy Mantua